# Grande, grande, grande/Non ho parlato mai
Grande, grande, grande/Non ho parlato mai è il 109° singolo della cantante italiana Mina, pubblicato a gennaio del 1972 su vinile a 45 giri dall'etichetta privata dell'artista PDU e distribuito dalla EMI Italiana.
Il singolo ebbe enorme successo in Italia, diventando il più venduto del 1972.

## Descrizione
Grande, grande, grande/Non ho parlato mai è il secondo singolo estratto dall'album Mina. Il disco fu stampato e distribuito in Germania nel 1972 e in Francia nel 1973 con copertine diverse.
La traccia del lato A è stata scritta da Alberto Testa, autore dei testi, mentre la musica è di Tony Renis e l'arrangiamento di Pino Presti. Grande, grande, grande sarà incluso in ogni raccolta della cantante, prima fra tutte Del mio meglio n. 2 del 1973; Grande, grande, grande sfondò anche all'estero tanto da essere reinterpretato, negli anni a venire, da artisti di fama internazionale come Shirley Bassey, Céline Dion e Luciano Pavarotti.
I testi della traccia del lato B furono scritti da Paolo Limiti, mentre la musica e l'arrangiamento furono curati da Mario Robbiani. Non ho parlato mai è stato invece inserito soltanto nell'antologia della EMI Italiana, Scritte per Mina. Firmato Paolo Limiti, pubblicata a giugno del 2013.

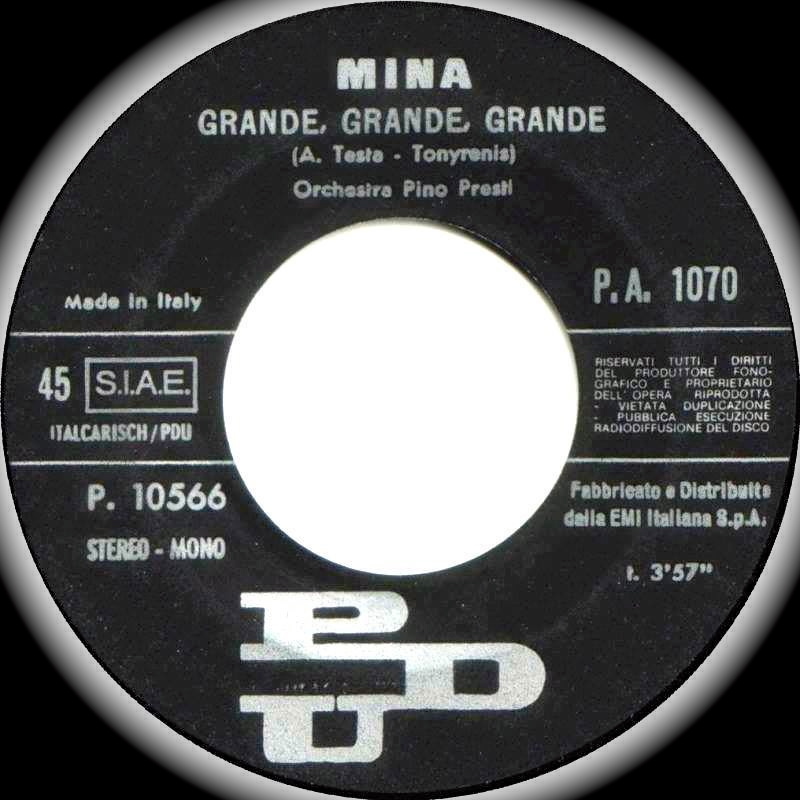
Etichetta del lato A del 45 giri

## Tracce
LATO A
1. Grande, grande, grande – 3:57 (testo: Alberto Testa – musica: Tony Renis; edizioni musicali Italcarisch, PDU)

LATO B
1. Non ho parlato mai – 3:23 (testo: Paolo Limiti – musica: Mario Robbiani; edizioni musicali PDU)

## Crediti
- Arrangiamento/direzione d'orchestra - Pino Presti
- Chitarra acustica ed elettrica - Andrea Sacchi
- Chitarra elettrica - Ernesto Massimo Verardi
- Armonica a bocca - Bruno De Filippi
- Basso - Pino Presti
- Batteria - Gianni Cazzola
- Congas - Mario Lamberti
- Flauto - Gianni Bedori
- Organo Hammond - Dario Baldan Bembo
- Violini primi - Sergio Almangano, Arturo Prestipino
- Trombe - Giuliano Bernicchi, Al Korvin, Fermo Lini, Oscar Valdambrini

Tecnico del suono: Nuccio Rinaldis

## Successo e classifiche
Pubblicato all'inizio del 1972 entra tra i primi dieci in classifica l'ultima settimana di febbraio, accede al podio una prima volta l'11 marzo, poi stabilmente dal 25 marzo al 3 giugno.
| Classifica 1972 | Posizione | Settimane |
| --------------- | --------- | --------- |
| 26 febbraio     | 6         | 1         |
| 4 marzo         | 4         | 1         |
| 11 marzo        | 2         | 1         |
| 18 marzo        | 4         | 1         |
| 25 marzo        | 3         | 1         |
| 1 - 22 aprile   | 2         | 4         |

| Classifica            | Posizione | Settimane |
| --------------------- | --------- | --------- |
| 29 aprile - 20 maggio | 1         | 4         |
| 27 maggio             | 3         | 1         |
| 3 giugno              | 2         | 1         |
| 10 - 17 giugno        | 4         | 2         |
| 24 giugno - 1 luglio  | 5         | 2         |
| 8 luglio              | 6         | 1         |

Saldamente dietro Imagine di John Lennon, raggiunge e mantiene il secondo posto per tutto aprile e la prima piazza durante maggio. Alla fine del mese scende in 3ª posizione, superato da Lucio Battisti con I giardini di marzo e da Parole parole, realizzata da Mina stessa. Nuova risalita al secondo posto la prima settimana di giugno, per uscire gradualmente dalle prime cinque un mese dopo.
In assoluto è il 45 giri più venduto durante il 1972.